# I Met Him in Paris
I Met Him in Paris (bra: Conheci-o em Paris) é um filme estadunidense de 1937, do gênero comédia romântica, dirigido por Wesley Ruggles, e estrelado por Claudette Colbert, Melvyn Douglas e Robert Young. O roteiro de Claude Binyon foi baseado em uma história de Helen Meinardi.
A trama retrata a história de uma mulher, cortejada em Paris por dois amigos, que tenta entender por que um deles desaprova o outro.
Este foi o primeiro filme exibido no Newton Theater, em Washington, D.C., quando inaugurou no bairro de Brookland em 29 de julho de 1937.

## Sinopse
Kay Denham (Claudette Colbert) parte para uma aventura em Paris, deixando seu pretendente Berk Sutter (Lee Bowman) para trás. Lá, ela conhece dois novos pretendentes, Gene Anders (Robert Young) e George Potter (Melvyn Douglas). Gene a convence com palavras suaves a acompanhá-lo em uma viagem à Suíça, mas George – sem ilusões sobre seu amigo – se autonomeia como acompanhante. Através de uma série de esportes de inverno hilariantes, Kay começa a ficar intrigada com a desaprovação de George em relação a Gene, mesmo que exista uma razão desconhecida para isso.

## Elenco
- Claudette Colbert como Kay Denham
- Melvyn Douglas como George Potter
- Robert Young como Gene Anders
- Lee Bowman como Berk Sutter
- Mona Barrie como Helen Anders
- George Davis como Motorista
- Alexander Cross como John Hanley
- Egon Brecher como Emile
- Fritz Feld como Recepcionista de Hotel
- George Sorel como Recepcionista de Hotel
- Rudolph Anders como Garçom Romântico
- Louis LaBey como Barman
- Eugene Borden como Maître

## Mídia doméstica
Em 2009, a Universal Vault Session lançou o filme como parte da box set "The Claudette Colbert Collection", que incluiu "Three-Cornered Moon" (1933), "Maid of Salem" (1937), "Bluebeard's Eighth Wife" (1938), "No Time for Love" (1943) e "The Egg and I" (1947).